# Kim Min-jae (sollevatore)
Kim Min-jae (김민재?; 13 ottobre 1983) è un ex sollevatore sudcoreano che ha gareggiato nelle categorie dei pesi medio-massimi (fino a 94 kg) e dei pesi massimi (fino a 105 kg).

## Carriera
Kim Min-jae ha vinto la medaglia d'oro ai Campionati mondiali di Goyang 2009 nei pesi medio-massimi, sollevando 384 kg nel totale, a seguito della squalifica per doping del kazako Vladimir Sedov e dell'azero Nizami Pashayev, rispettivamente 1° e 2° classificati al termine della competizione.
Nel 2010 ha preso parte ai Giochi Asiatici di Guangzhou, vincendo la medaglia di bronzo con 383 kg nel totale.
L'anno successivo ha vinto la medaglia d'oro ai Campionati asiatici di Tongling 2011, sollevando 388 kg nel totale.
Nel 2012 ha dapprima vinto un'altra medaglia d'oro ai Campionati asiatici di Pyeongtaek con 386 kg nel totale, poi ha partecipato alle Olimpiadi di Londra 2012.
Kim Min-jae ha originariamente terminato questa gara olimpica all'ottavo posto nella classifica generale con 395 kg nel totale, ma alcuni anni dopo, a seguito di rivelazioni sull'uso di doping in quei Giochi e di nuovi metodi di indagine più sofisticati, sono stati ritestati i campioni di urine di diversi atleti partecipanti e si è scoperto che ben sei dei primi sette atleti classificati della categoria 94 kg erano positivi al doping e, quindi, squalificati con la conseguente revoca delle medaglie vinte al termine della competizione. Pertanto Kim Min-jae è stato avanzato alla medaglia d'argento dietro l'iraniano Saeid Mohammadpourkarkaragh (402 kg) e davanti al polacco Tomasz Bernard Zieliński (385 kg).
Il suo ultimo risultato importante in una competizione internazionale è stata la medaglia d'argento nei pesi massimi ai Giochi Asiatici di Incheon 2014 con 397 kg nel totale.